# Campionati mondiali di karate 2002
La 16ª edizione del campionato mondiale di karate si è svolta a Madrid nel 2002. Hanno partecipato 751 karateka provenienti da 84 paesi.

## Medagliere
| Posizione | Nazione     | Oro | Argento | Bronzo | Totale |
| --------- | ----------- | --- | ------- | ------ | ------ |
| 1         | Francia     | 3   | 3       | 4      | 10     |
| 2         | Spagna      | 3   | 2       | 2      | 7      |
| 3         | Giappone    | 3   | 1       | 1      | 5      |
| 4         | Jugoslavia  | 2   | 0       | 1      | 3      |
| 5         | Stati Uniti | 2   | 0       | 0      | 2      |
| 6         | Italia      | 1   | 1       | 4      | 6      |
| 7         | Germania    | 1   | 1       | 2      | 4      |
| 7         | Regno Unito | 1   | 1       | 2      | 4      |
| 9         | Benin       | 1   | 0       | 0      | 1      |
| 10        | Iran        | 0   | 1       | 3      | 4      |
| 11        | Croazia     | 0   | 1       | 1      | 2      |
| 12        | Austria     | 0   | 1       | 0      | 1      |
| 12        | Ungheria    | 0   | 1       | 0      | 1      |
| 12        | Lussemburgo | 0   | 1       | 0      | 1      |
| 12        | Paesi Bassi | 0   | 1       | 0      | 1      |
| 12        | Russia      | 0   | 1       | 0      | 1      |
| 12        | Tunisia     | 0   | 1       | 0      | 1      |
| 18        | Turchia     | 0   | 0       | 3      | 3      |
| 19        | Slovacchia  | 0   | 0       | 2      | 2      |
| 19        | Venezuela   | 0   | 0       | 2      | 2      |
| 21        | Brasile     | 0   | 0       | 1      | 1      |
| 21        | Egitto      | 0   | 0       | 1      | 1      |
| 21        | Grecia      | 0   | 0       | 1      | 1      |
| 21        | Malaysia    | 0   | 0       | 1      | 1      |
| 21        | Rep. Ceca   | 0   | 0       | 1      | 1      |
| 21        | Romania     | 0   | 0       | 1      | 1      |

## Podi

### Kata
| Posizione | Karateka          |
| --------- | ----------------- |
| 1         | Takashi Katada    |
| 2         | K. Abd Elhamid    |
| 3         | Antonio José Díaz |

| Posizione | Karateka          |
| --------- | ----------------- |
| 1         | Atsuko Wakai      |
| 2         | Myriam Szkudlarek |
| 3         | Marcela Remiasová |
| 3         | Yohana Sánchez    |

| Posizione | Nazione  |
| --------- | -------- |
| 1         | Giappone |
| 2         | Spagna   |
| 3         | Croazia  |
| 3         | Italia   |

| Posizione | Nazione  |
| --------- | -------- |
| 1         | Francia  |
| 2         | Giappone |
| 3         | Italia   |
| 3         | Spagna   |

### Kumite
| Posizione | Karateka         |
| --------- | ---------------- |
| 1         | Damien Dovy      |
| 2         | Cécil Boulesnane |
| 3         | Paul Newby       |
| 3         | Hossein Rouhani  |

| Posizione | Karateka       |
| --------- | -------------- |
| 1         | George Kotaka  |
| 2         | Lazar Boskovic |
| 3         | Mehdi Amozadeh |
| 3         | Andrea Calzola |

| Posizione | Karateka              |
| --------- | --------------------- |
| 1         | Giuseppe di Domenico  |
| 2         | Gustaff Lefevre       |
| 3         | Messaoud Hammou       |
| 3         | Oscar Vázquez Martins |

| Posizione | Karateka             |
| --------- | -------------------- |
| 1         | Iván Leal Reglero    |
| 2         | Jasem Modamivishkaei |
| 3         | Koeksal Cakir        |
| 3         | Ismail Hakki Sen     |

| Posizione | Karateka         |
| --------- | ---------------- |
| 1         | Yann Baillon     |
| 2         | Daniël Sabanovic |
| 3         | Zeynel Celik     |
| 3         | Miloš Živković   |

| Posizione | Karateka           |
| --------- | ------------------ |
| 1         | Leon Walters       |
| 2         | Aleksandr Guerunov |
| 3         | Seydina Balde      |
| 3         | Jan Tuček          |

| Posizione | Karateka                  |
| --------- | ------------------------- |
| 1         | Predrag Stojadinov        |
| 2         | Daniel Devigili           |
| 3         | Klaudio Farmadin          |
| 3         | Konstantinos Papadopoulos |

| Posizione | Karateka       |
| --------- | -------------- |
| 1         | Kora Knuehmann |
| 2         | Michela Nanni  |
| 3         | S. Anghel      |
| 3         | Nadia Mecheri  |

| Posizione | Karateka            |
| --------- | ------------------- |
| 1         | Nathalie Leroy      |
| 2         | Ibtissem Hannachi   |
| 3         | Yuuko Takahashi     |
| 3         | Alexandra Witteborn |

| Posizione | Karateka         |
| --------- | ---------------- |
| 1         | Elisa Au         |
| 2         | Zsuzsanna Klima  |
| 3         | Laurence Fischer |
| 3         | Lucelia Ribeiro  |

| Posizione | Karateka            |
| --------- | ------------------- |
| 1         | Snežana Perić       |
| 2         | Tessy Scholtes      |
| 3         | Roberta Minet       |
| 3         | Premila Supramaniam |

| Posizione | Nazione     |
| --------- | ----------- |
| 1         | Spagna      |
| 2         | Regno Unito |
| 3         | -           |
| 3         | Iran        |

| Posizione | Nazione     |
| --------- | ----------- |
| 1         | Spagna      |
| 2         | Francia     |
| 3         | Regno Unito |
| 3         | Turchia     |